# He Has Left Us Alone, but Shafts of Light Sometimes Grace the Corner of Our Rooms …
He Has Left Us Alone but Shafts of Light Sometimes Grace the Corner of Our Rooms … ist das Debütalbum der kanadischen Post-Rock-Band A Silver Mt. Zion, welche nun unter dem Namen Thee Silver Mt. Zion Memorial Orchestra & Tra-La-La Band veröffentlichen. Das Album wurde 1999 vom Gitarristen Efrim Menuck und Bassisten Thierry Amar im Hotel2Tango in Montreal aufgenommen, größtenteils während Pausen in den Touren von Godspeed You! Black Emperor. Es wurde vom Montrealer Plattenlabel Constellation Records am 27. März 2000 veröffentlicht.

## Übersicht
Das Album entstand aus dem Wunsch von Efrim Menuck, etwas für seinen Hund Wanda aufzunehmen. Wanda starb an Krebs, während Godspeed You! Black Emperor auf Tour waren. Menuck beschrieb das Aufnehmen des Albums als jüdisches Erlebnis aufgrund seiner Kontakte mit einer kleinen jüdischen Gemeinde in Montreal. Außerdem erklärte Menuck, dass auch wegen dieser jüdischen Gemeinde der Albentitel und die Songs judaistisch geprägt seien, obwohl es die Band nie offensichtlich erscheinen lassen wollte. Trotzdem gibt es klare jüdische Motive im Song Movie (Never Made). Dort gibt es Bezüge zum Horatanz.
Das Album sollte zuerst He Has Left Us Alone heißen, aber dieser Titel war für die Band zu schwach und würde die gewollte Stimmung nicht übertragen. Menuck sagte ebenfalls, er verstünde nicht, weshalb Songtitel oder Albentitel nur ein paar Worte lang und total präzise sein sollen. Menuck glaubt, dass Dinge dieser Sorte mit vielen Worten beschrieben werden können. Dies würde der Arbeit mehr Persönlichkeit und Sensibilität verleihen.
Auf der ursprünglichen LP-Veröffentlichung waren die Lieder in zwei Tracks vereint. Auf der CD wurden die Songs in je vier Teile gelistet, was acht Lieder ergibt. Das CD-Artwork gibt ungenaue Songlängen, da sie aufgerundet wurden.
Der Song 13 Angels Standing Guard ’round the Side of Your Bed kam im Film Mister Lonely von Harmony Korine sowie im Tatort Der sanfte Tod vor.

## Tracklist

### LP
1. Seite A: Lonely as the Sound of Lying on the Ground of an Airplane Going Down – 23:16
2. Seite B: The World Is SickSICK; (So Kiss Me Quick)! – 23:52

### CD
1. Broken Chords Can Sing a Little – 8:40
2. Sit In the Middle of Three Galloping Dogs – 5:08
3. Stumble Then Rise on Some Awkward Morning – 6:05
4. Movie (Never Made) – 3:23
5. 13 Angels Standing Guard ’round the Side of Your Bed – 7:22
6. Long March Rocket or Doomed Airliner – 0:05
7. Blown-Out Joy from Heaven’s Mercied Hole – 9:47
8. For Wanda – 6:38